# Kerttu Nuorteva
Kerttu Nuorteva, född 10 november 1912 i Astoria, Oregon, död 29 augusti 1963 i Karaganda, var en finländsk-sovjetisk agent. Hon var dotter till Santeri Nuorteva.
Nuorteva arresterades 1942 som sovjetisk agent i Helsingfors och blev dömd till döden, men domen hann inte verkställas före vapenstilleståndet 1944, då hon utlämnades till Sovjetunionen och fick tillbringa resten av sitt liv i intern exil i Centralasien. I fängelset hade hon skrivit en starkt sovjetkritisk bok om sitt liv, Neuvostokasvatti (1944). Hennes två bröder Matti och Pentti, som deltog på sovjetisk sida i fortsättningskriget, tillfångatogs av finländska trupper och avrättades i april 1942.